# حمام میرزا (شاهپورعطاری)
حمام میرزا (شاهپورعطاری) مربوط به دوره قاجار است و در رفسنجان، خیابان بهشتی، کوچه آگاهی واقع شده و این اثر در تاریخ ۲۴ اسفند ۱۳۸۳ با شمارهٔ ثبت ۱۱۳۹۵ به‌عنوان یکی از آثار ملی ایران به ثبت رسیده است.